# Nagy Péter (színművész)
Nagy Péter (Budapest, 1981. november 9. –) magyar színművész.

## Életpályája
Középiskolásként a Földessy Margit Drámastúdióban tanult. 2002–2006 között a Színház- és Filmművészeti Egyetem hallgatója volt. Diplomaszerzése után a debreceni Csokonai Színház, majd három évadon át, 2010-ig a zalaegerszegi Hevesi Sándor Színház tagja volt. Ezután szabadúszóként dolgozott. 2015-2023 között a székesfehérvári Vörösmarty Színház színésze volt.

### Magánélete
Felesége Holecskó Orsolya, színész. Gyermekeik: Ambrus és Áron.

## Filmes és televíziós szerepei
- Szerb Antal:VII.Olivér (2000)
- Felhő a Gangesz felett (2002)
- Fehér tenyér
- Lora 2007
- Team Building
- A fekete múmia átka
- Hacktion: Újratöltve (2014)
- A színésznő (2018)
- Házasságtörés (2019)
- Toxikoma (2021)
- Oltári történetek (2022)
- Az énekesnő (2022)

## Díjai, elismerései
- Pethes–Agárdi-díj (2015)

- Berlinale Shooting Star 2007
- POSZT Országos Színházi Találkozó
- Legjobb alakítás
- MASZK- díj
- MASZK- díj 2010